# 与楽鑵子塚古墳
与楽鑵子塚古墳（ようらくかんすづかこふん）は、奈良県高市郡高取町与楽にある円墳。国の史跡に指定されている（史跡「与楽古墳群」のうち）。

## 概要
貝吹山の南西丘陵に位置しており、墳丘の直径28メートル、高さ9メートルの円墳である。南に開口した片袖式の横穴式石室が確認されており、玄室の長さは4.15メートル 幅は3.15メートル、高さは4.5メートル以上、また、羨道部の長さは2メートル以上、幅は1.4メートル、高さは1.4メートル以上である。
発掘調査がおこなわれていないため、出土品などは確認されていないが、築造時期は6世紀後半の早い時期と考えられている。
きわめて高い玄室を有する特徴が指摘されており、南に200メートルほど行ったところにあるカンジョ古墳と同じきわめて強力な権力を持った氏族の墳墓であると考えられている。

## 文化財

### 国の史跡
- 与楽古墳群 - 2013年（平成25年）3月27日、与楽鑵子塚古墳・与楽カンジョ古墳・寺崎白壁塚古墳の3基を合わせて「与楽古墳群」として指定[5]。

## 周辺
- 与楽カンジョ古墳
- 真弓鑵子塚古墳
- 寺崎白壁塚古墳
- サラタニ横穴墓